# 国鉄DD13形ディーゼル機関車
国鉄DD13形ディーゼル機関車（こくてつDD13がたディーゼルきかんしゃ）は、日本国有鉄道（国鉄）が製造した入換用液体式ディーゼル機関車である。

## 製作の経緯
ヤード構内での車両入換作業に用いることを主目的として開発された機関車である。本形式が製造される以前、車両の入換作業には明治・大正時代から戦前にかけて製造されたB6形や、9600形、8620形等の古豪蒸気機関車が使用されていたが、都市部では煤煙による周辺環境への悪影響が、国鉄部内でも機関車自体の老朽化、動力費と人件費の増加などが問題視され始めていた。しかし、その当時、国鉄が保有していた入換用ディーゼル機関車は、DD11形およびDD12形（アメリカ製）の10数両のみで、それらはいずれも出力は300 PS級にとどまっており、ヤード構内での入換には力不足であった。
そこで、動力近代化計画の一環としてDD11形より出力を増強し、入換用として適切な出力を備えたディーゼル機関車が計画された。こうして1958年（昭和33年）から製造されたのが本形式である。入換のほか、支線などでの小運転に用いることも想定された。
蒸気機関車を置き換える入換機関車の決定版として量産されたが、9600形の使われている規模の大きなヤードで使用するにはもっと大型の機関車が必要とされたこと、軸重が14 tとローカル線（丙線）での運用には大き過ぎるうえ、客車暖房用の蒸気発生装置を持たないという欠点もあり、DD20形の試作を経て、1966年（昭和41年）にこれらを解消したDE10形が、さらにこれを基に入換用途に特化したDE11形が開発されたことから、1967年（昭和42年）を以って製造が中止された。
なお、運用に際して上記の欠点が問題とならない私鉄や臨海鉄道向けには、その後も同類機が継続的に製造された（後述）。

## 構造
外観はDD11形およびDD12形と同様に、2台のエンジンの間に運転室を設けた凸形のセンターキャブ形状である。
ディーゼルエンジンは、1937年（昭和12年）に試作されたキハ43000形電気式気動車用 DMF31H（横型 = 水平シリンダー、直列6気筒、排気量31リットル、渦流室式。連続定格出力240 PS / 1,300 rpm）をベースに、国鉄・新潟鐵工所・振興造機・ダイハツ工業（現・ダイハツインフィニアース）で共同開発したDMF31S形（縦型 = 直立シリンダー、直列6気筒、排気量31リットル、予燃焼式、連続定格出力370 PS / 1,300 rpm）を2基搭載する。
変速機は液体式で、振興造機が開発した変速2段、直結1段のリスホルム・スミス式シンコー DS1.2/1.35 を2基搭載しており、DD11形のTC2、DF115の変速1段、直結1段よりも伝達効率が高められている。両端のボンネットには、機関とそれに装備された液体変速機が搭載されており、動力の伝達は、両端のボンネットに搭載された2つの機関からの出力軸を、一旦運転席床下に設置された逆転機に集められ、前後の台車に推進軸で動力を振り分ける方式を採用しているが、片側のエンジンだけを使用して運転することも可能である。
110号機までは前照灯が各エンドに1個ずつ設置され、両ボンネット前面のラジエーター用ルーバーは、冬季のオーバークール対策からシャッター機能付きとされ、エンジンも連続定格出力 370 PS / 1,300 rpm の DMF31S 形であったが、111号からは、排気過給機（ターボチャージャー）が装備され、連続定格出力が500 PS / 1,300 rpmに増強されたDMF31SB 形エンジンとなり、従来クランク軸によるベルト駆動であった冷却ファンは、静油圧駆動に変更となり、ボンネット上面に設置された。前面は通風口が廃止され、前照灯がシールドビーム2個となり、外観が一変した。

## 形態区分
1958年から1967年まで基本番台264両、300番台83両、500番台18両、600番台51両の計416両が汽車製造・日本車輌製造・新三菱重工業・三菱重工業・川崎重工業・日立製作所で製造されたが、後述の912形への改造のため、全416両が同時に存在したことはない。1961年（昭和37年）製造の111号機からは大規模な仕様変更がなされ、外観・エンジンが一新されている。

### 基本番台
基本番台（0番台）は264両製造されたが、製造時期により構造・外観に差異がある。

#### 1 - 84

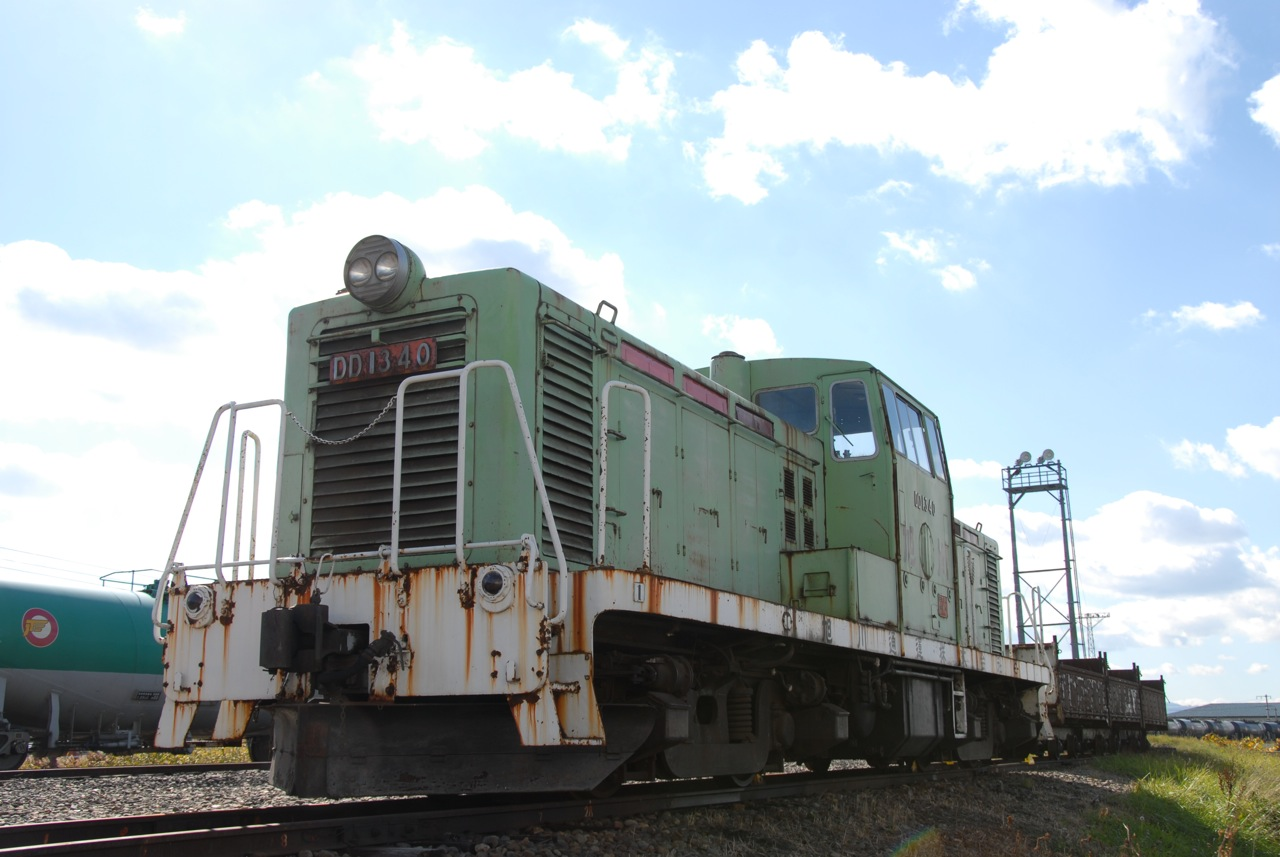
DD13 40

1958年から製造された初期型。外観的にはDD11形2次車を発展拡大したようなスタイルだが、白熱灯1灯の前照灯はボンネットに半埋め込みとなり、排気量拡大による煙突の設置、サイドロッド式駆動台車を廃し、台車内部でシャフトとギアにより2軸駆動するつりあい梁式DT105台車を採用するなど、各部の仕様に新しい試みがなされた。機関は出力370 PSのDMF31Sを2基搭載する。
DD13 16以降はDT105台車のオイルダンパが省略され、初期車もオイルダンパが撤去された。DD13 41以降は端梁が40 mmから25 mmになり、車端部のステップの幅が広くなった。DD13 51以降は重連総括制御の準備工事が取りやめられ、中央運転台部分は車両限界の規定改正に合わせて80 mm高くなった。
後年、41号機がDD14形との重連運転用に「半重連」方式の総括制御機に改造された。また、13両が912形に改造された。

#### 85 - 110

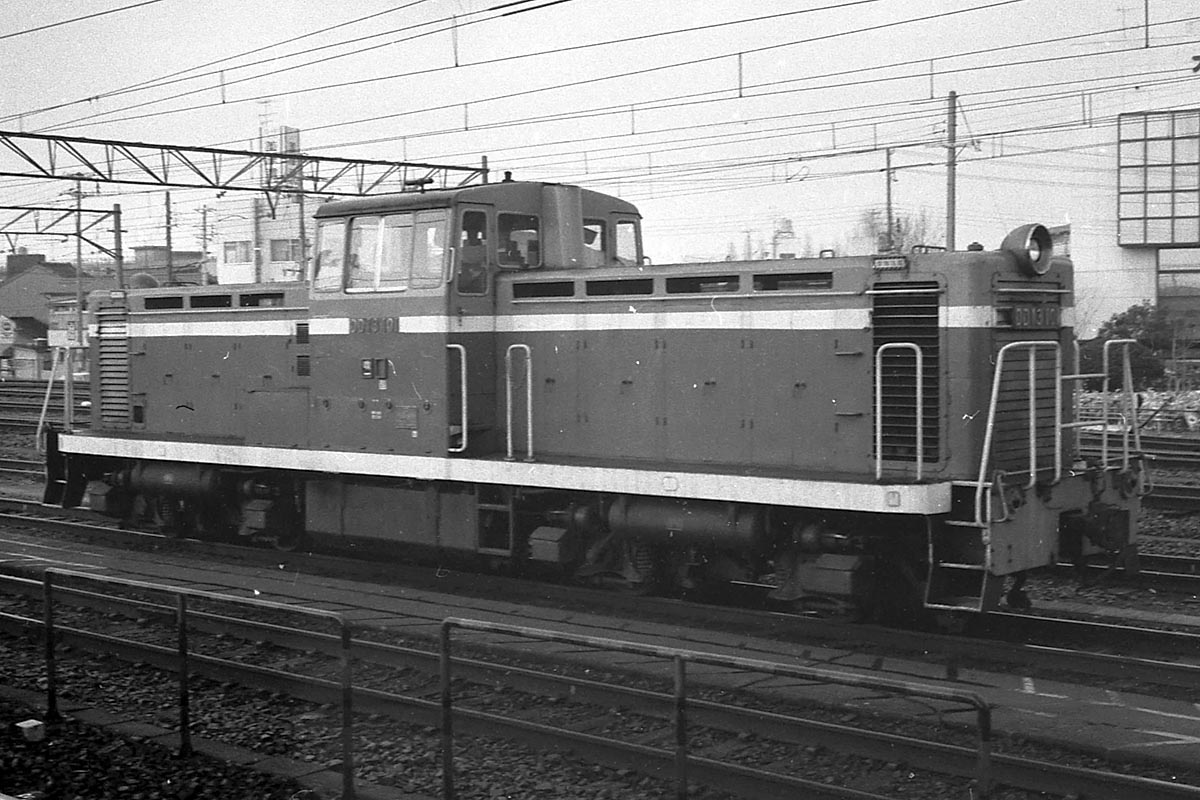
DD13 101

台車が新設計のウイングばね式DT113に変更された。元空気溜めが運転席下から台車側方に移設され、燃料タンク容量が1,000リットルから2,000リットルに拡大された。

#### 111
1961年に製造された試作的要素をもった車両。エンジンが出力増強形のDMF31SB形 (500 PS / 1,500 rpm) となり、機関車全体の出力は従来の740 PSから1,000 PSに強化された。開発初期段階ではDD15という仮称が与えられていたが、運用サイドからの従来のDD13と共有運用にしたいとの意向からDD13として製造された。
車体の形状も変更され、機関出力増加に伴う発熱量の増大に対応するため、ボンネット前端側面にラジエーターを移設、同時にラジエーター用送風ファンがボンネット上に設置された。前照灯も従来の白熱灯1灯からシールドビーム2灯になった。
この111号機は試験的に運転席が2組向かい合わせになっていて、安全確認などに都合のいい側を選んで運転が可能だった。制御系統としては、トランジスタを使用したエレクトロニクス方式を採用し、主幹制御器やブレーキ弁の代わりにハンドルの付いた新方式の制御台が2組設置された。またノッチ扱いに自動進段式が導入され、逆転機がボタン操作式になった他、騒音低減のための排気消音器、各部に自動で潤滑油を補給する自動給油装置を備え、空気ブレーキ装置にも新しい技術が採用された。
しかし、機関士が運転中に機関助士が誤って機器を操作した場合、機関士の操作が無効になる場合があり危険と見なされたこと、制御ハンドルと機関車用ブレーキハンドル、列車用ブレーキハンドルの3本が全く同じ形でわかりにくいこと、従来の機関車とは逆にブレーキハンドルを左に回すとブレーキがかかる仕組みが乗務員の戸惑いを生むなど、現場からは不評だった。特にブレーキハンドルの操作方法がこうなった理由として「人間の身体は緊急の場合に反射的に収縮するので、人間工学上理にかなった設計」となっていたが、説明された乗務員が「機関士は非常の場合は何をおいても非常ブレーキをかける。お猿さんじゃあるまいし……」と憤ったというエピソードがある。
新製後は品川機関区に配置されたが、1973年に量産機と同等にする改造が行われて苗穂機関区に転属し、1977年に912形に再改造された。
これら同機での試作要素はのちのDD20形・DE10形の設計に活かされている。

#### 112 - 264

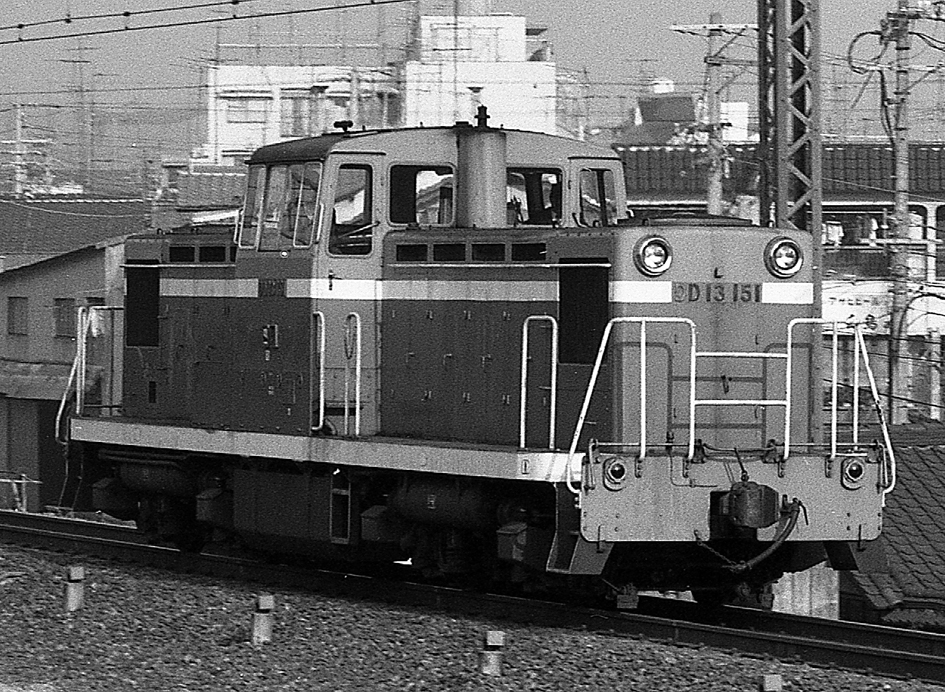
DD13 151

112以降は強出力グループの量産型である。111号機から試作的要素を取り除き、外観の変更や機関出力の増強はそのまま採用して新たな一般型として1961年から1965年（昭和40年）にかけて製造された。111号機では運転台が2組設置されていたが、本グループ以降は再び1組に戻っている。
142・143号機は新潟地区でDD14形との重連に使用すべく、耐寒耐雪構造かつ「半重連」方式の重連総括制御仕様で落成している。144号機以降は再び非重連・非耐寒耐雪構造に戻っている。
1963年度製造分 (171 - ) 以降は、塗色が従来のぶどう色2号と黄1号の帯から、上部ねずみ色1号、下部朱色4号、その境目に白帯を配した新しいディーゼル機関車塗色に変更になった。
203以降はATS-Sを新製時より装備した。また端梁の連結器上部の出っ張り部分が145 mm延長されている。1965年度の219以降は重連総括制御車の500番台と並行して投入され、それぞれの区分で一般型と寒地型が製作された。
2両は912形に改造された。

### 500番台
基本番台の 112 - 264 のグループをベースに重連総括制御仕様としたもので、1965年から18両が製造された。制御機器が重連総括制御対応に変更されたほか、車端部に制御回路引き通し用ジャンパ栓受、釣合管等の増設が行われた程度で外観的に基本番台（112号機以降）と大きな変化はない。
501 - 503では操車場入換用に定速度装置が試験設置された。

### 300・600番台

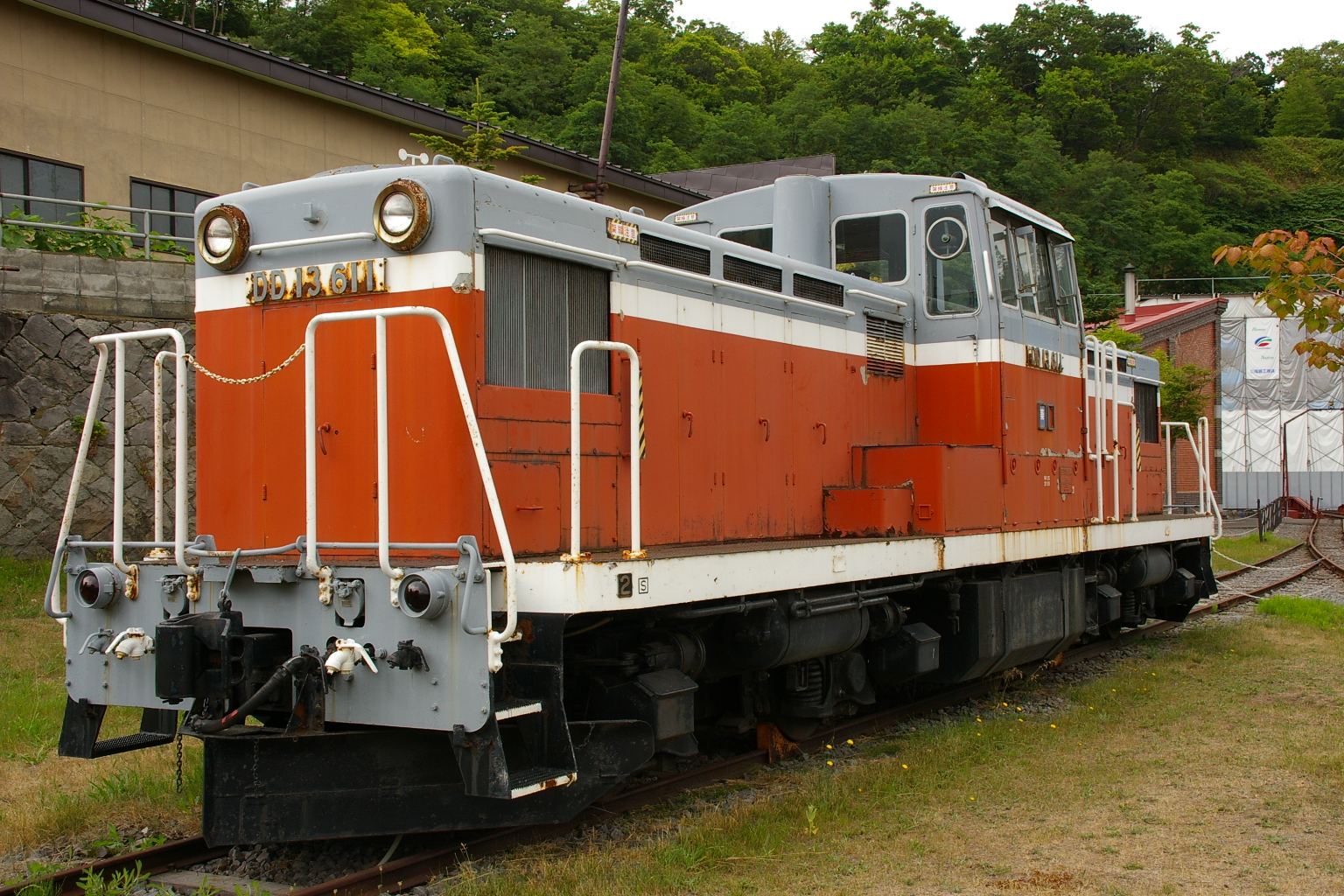
611号機 小樽市総合博物館にて

DD13形の駆動装置は歯車に弱点があり、1966年以降はDD51形の部品を参考に改良されることになった。車軸に取り付けてある減速機の曲り歯傘歯車（ハイポイドギア）を破損防止のため従来品からDD51用に変更、組み合わせる斜歯（はすば）歯車も新幹線911形のものに変更した。
歯数比（減速比）も0番台の3.14から3.196となり、台車も改良が加えられ形式がDT113形からDT113E形になった。これらの改良により、既存機と区分するため非重連型が300番台、重連型が600番台とされている。
300番台は1966年（昭和41年）から翌年にかけて83両製造された。600番台は300番台の重連総括制御対応版で、1966年から翌年にかけて51両が製造された。両番台とも尾灯は折り畳み式赤色円板が省略され、車輪はスポーク車輪から一体圧延車輪に変更された。

## 改造車

### 新幹線912形への改造

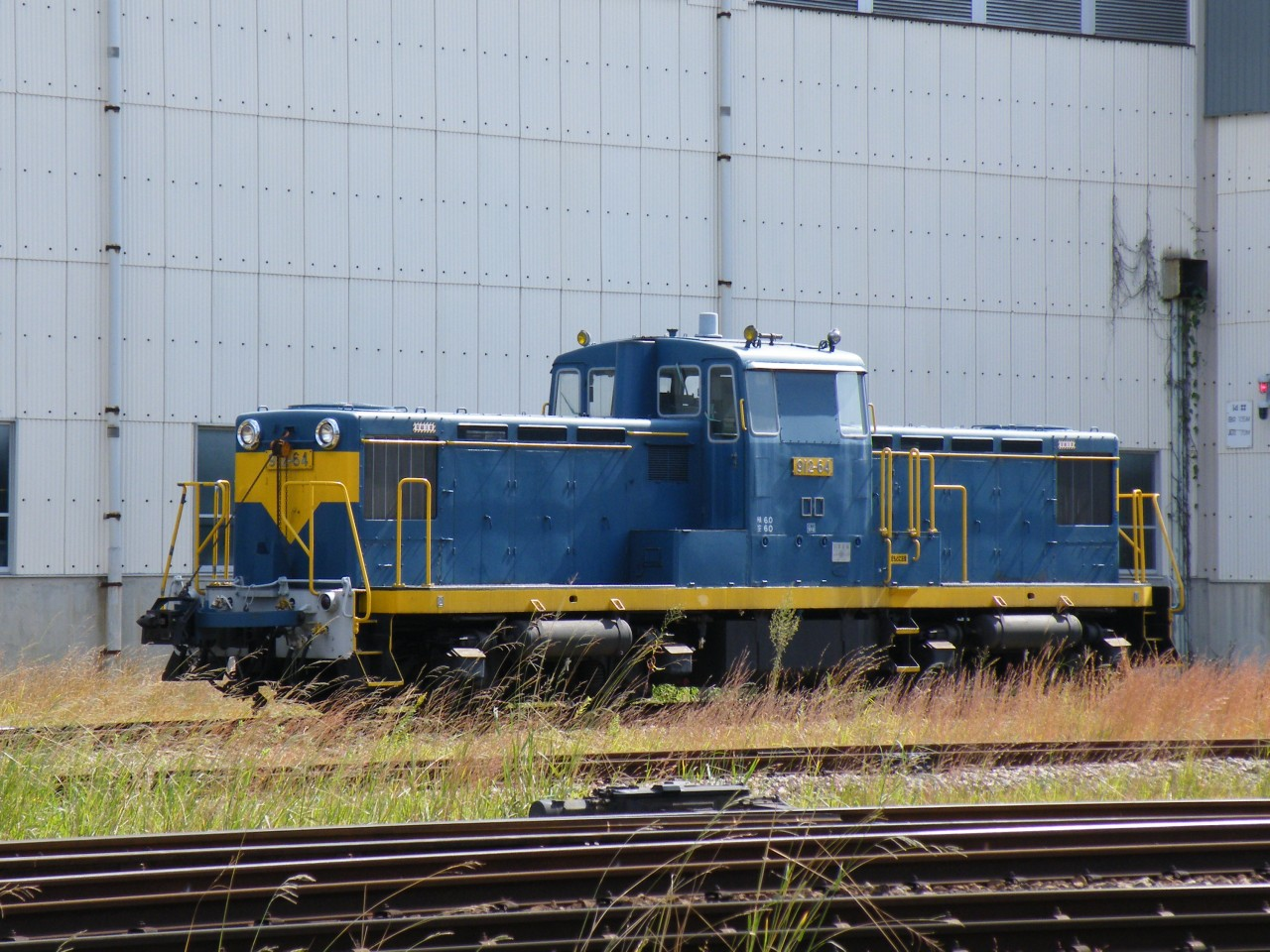
912形60番台（新幹線用密着連結器を備えたU字型のフレームを下ろした状態）

東海道新幹線における工事用車両の牽引、および開業後の補修車両牽引用にDD13形を標準軌化改造した車両。開業前の4桁形式番号では2000形と称した。1963年 - 1977年にかけて種車の基本番台を改造した基本番台16両と、1975年に600番台を改造した重連総括制御対応の60番台4両が改造された。
60番台は山陽新幹線新関門トンネル内での救援用として改造されたもので、自動連結器に加え新幹線電車と同じ密着連結器も装備している。同連結器は車両端部に設けられたU字型のフレームに取り付けられており、使用する際はこのフレームを下げて使用する。工事用車両の牽引時はフレームを上げて、並型連結器を使用する。
2011年度に全車廃車され形式消滅した。廃車後は912-64の先頭のボンネット周辺部分のみが、カットモデルとして京都鉄道博物館で展示されている。
番号の新旧対照は次の通り。
- DD13 42・48・68・69・54・51・76・56・57・73・44・45・47・111・132・183→912-1 - 16
- DD13 642・643・630・629→912-61 - 64

## 運用
製造当初はヤードでの入換や小運転に用いられたが、DE10形が登場してからは専ら入換用あるいは貨物支線用となった。ごく一部に旅客列車の牽引を行った事例や重連で本線貨物列車を牽引した事例も存在する。
国鉄末期、貨物列車の減少と赤字増大による貨物輸送システムの改革により、ヤードや貨物支線が廃止されたことで余剰となったため1979年（昭和54年）以降急速に廃車が進み、JR各社には912形に改造されたものを除き1両も継承されることなく、国鉄最後の日である1987年（昭和62年）3月31日までに全車廃車となった。但し全国各地の私鉄・臨海鉄道では譲渡車や同一設計車が国鉄消滅から30年以上経つ現在も現役で活躍しており、21世紀以降も本形式の構造をベースとした新車が登場している。
その用途から、地味な存在ではあったが、後にDD51形の開発において、本形式で得られた経験はすべて生かされており、国鉄が液体式ディーゼル機関車で成功を収めることができた事実から、日本の鉄道車両史におけるマイルストーンとして記憶されている。

### 北海道地区
北海道では1959年に室蘭機関区（後に鷲別機関区へ移動）、1960年に苫小牧機関区、1963年に釧路機関区へそれぞれ配置された。このほか苗穂機関区、旭川機関区、函館機関区などへの配置も存在した。

### 東北地区
1965年に仙台機関区（後に長町機関区へ移籍）へ配置され、仙台駅やその周辺で使用された。一ノ関機関区にはラストナンバーのDD13 651も配置されていた。このほか青森機関区、秋田機関区、盛岡機関区、新庄機関区、郡山機関区に配置があった。

### 信越地区
信越地区では1961年に新潟機関区へ配置され、その後も各地に配置されている。羽越本線では新津 - 酒田間の約150 km以上の区間で夏季にDD13形2両、あるいはDD14形との重連で総括制御による貨物列車の運転があり、1972年10月の電化まで充当されていた。

### 関東地区

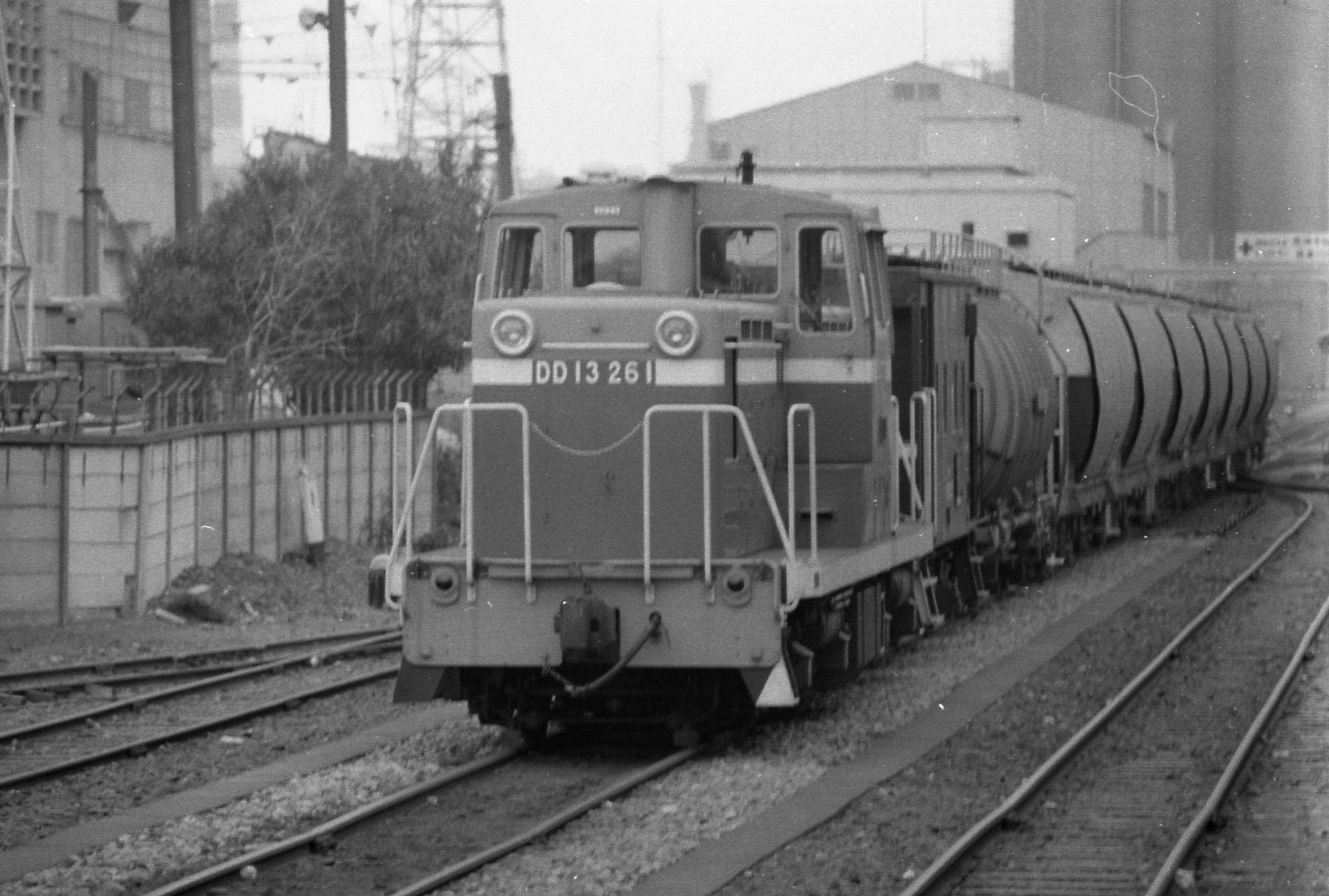
大川駅で入換中のDD13 261（1985年）

品川機関区には1958年にトップナンバーのDD13 1が配置されたほか、1970年には最多数の69両が配置されていた。品川区に次いで尾久機関区（後に田端機関区へ統合）にも配置され、東北本線・常磐線方面で使用された。新鶴見機関区にも1965年から、八王子機関区にも1970年から配置されている。
水郡線では水郡線管理所（旧・常陸大子機関区）に1959年より配置された。1960年には宇都宮運転所にも配置され、宇都宮駅や烏山線などで使用された。
千葉気動車区にも1960年より配置され、新小岩駅や房総西線などで使用された。

#### 品川機関区
1958年3月20日に汽車製造大阪工場で落成したDD13 1は、同日に福知山線大阪駅 - 三田駅間で試運転を行った後、配置先の品川機関区へ甲種輸送された。DD13 2 - 15のグループも汽車製造・日本車輌製造ほかで落成し、1958年6月までに配置された。当初は品川駅、汐留駅、芝浦駅、東京市場駅での入換に使用された。続いて1959年度までにDD13 16 - 21・23 - 40が増備された。
品川機関区に配置されていた蒸気機関車はDD13形に順次置き換えられ、無煙化が推進された。蒸気機関車は1957年11月1日時点で2120形（B6形）11両、C10形3両、8620形15両、C58形2両の合計37両が配置されていたが、1959年度末にはC58形1両、8620形8両の合計9両に減少した。置き換えられた8620形は横浜機関区へ転属し、6760形の置き換えに転用された。
DD13形は以後も増備され、1961年度末までにDD13 49・50・53・54・58 - 62・70 - 84・92 - 98が新製配置された。この時期には飯田町機関区が受け持っていた飯田町駅・新宿駅・池袋駅の入換にも使用されるようになり、飯田町機関区所属のC12形・C50形が置き換えられた。1964年度末までにDD13 160・170・188 - 194が新製されたほか、1966年度までにもDD13 204・206・259 - 264・504 - 506が新製配置された。
1966年2月には八王子機関区への常駐も開始され、八王子駅・拝島駅・中神駅・立川駅の入換用8620形が置き換えられた。続いて1970年には甲府機関区にも常駐し、甲府機関区所属で甲府駅の入換用であったC12形3両が置き換えられた。その後の配置増加により、品川機関区のDD13形の配置数は1970年3月末時点で69両に達した。
1970年4月1日より八王子駅周辺と甲府駅の入換が八王子機関区に移管され、品川機関区のDD13形の配置数は40両から45両で推移した。1975年の国鉄蒸気機関車全廃後はDD13形初期車が老朽置き換えの対象となり、後期車の転入により初期車はDD13 1・78を除いて廃車された。
1984年には八王子機関区所属車が同区常駐のまま品川機関区に再転入し、1985年3月には新鶴見機関区所属機も品川区に集約されたが、DE10形の転入により1985年3月末にDD13形の使用が中止された。
DD13 1は廃車後に大宮工場に保管されていたが、2007年に開館した埼玉県さいたま市の鉄道博物館に保存展示されている。

### 中部地区
1961年に静岡運転所へ新製配置され、静岡駅や清水駅、清水港線などで使用された。浜松機関区にも1962年より配置されている。名古屋第一機関区配置車は名古屋駅・笹島駅などで、稲沢第一機関区配置車は中央本線や関西本線などで使用された。米原機関区配置車は米原駅で使用されていた。

### 北陸地区
北陸地区では1959年に高岡機関区に配置され、富山港線などで使用された。富山第一機関区への配置車は富山港線や神岡線などで使用された。金沢運転所配置車は金沢駅などで使用されたほか、七尾機関区配置車が能登線で使用された。

### 関西地区
関西最初のDD13形は1959年に吹田第一機関区に配置され、1963年からは尼崎港線でも使用されるようになった。姫路第一機関区には1964年に配置が開始され、神戸臨港線や和田岬線などで使用された。
竜華機関区への配置車は城東貨物線や和歌山地区で使用され、1978年の紀勢本線電化では非電化で残った和歌山市 - 和歌山間で旅客列車も牽引した。亀山機関区配置車は紀勢本線新宮駅より分岐する熊野地駅への貨物支線で使用された。

#### 吹田第一機関区
吹田第一機関区は関西で最初のDD13形の配置区であり、1959年1月にDD13 22が配置された。続いて同年6月までにDD13 41 - 48が、同年12月にはDD13 55 - 57が配置され、当初は梅田機関区のC12形などが置き換えられた。1960年にはDD13 85・86・99 - 110が配置され、京都駅・丹波口駅・二条駅・梅小路駅の入換用であったC50形を置き換えている。
その後も1964年までにDD13形の増備が進められ、桜島駅・安治川口駅・大阪北港駅・浪速駅・淀川駅での入換用にも投入された。1963年には福知山線支線の尼崎港線（塚口駅 - 尼崎港駅間）がDD13形によりディーゼル化されている。1966年度末には吹田第一機関区のDD13形配置両数が57両に達した。
1968年10月には梅小路機関区の8620形による膳所駅・浜大津駅・草津駅・守山駅の入換と小規模貨物列車が置き換えられたほか、1972年3月には大阪駅での入換と吹田操車場 - 宮原操車場間の小運転に使用されていた吹田第二機関区のEF14形を置き換えている。
1981年には尼崎港線の旅客営業が廃止となった（貨物輸送も1984年に廃止）。1982年11月15日には大阪貨物ターミナル駅が開業し、淀川駅が廃止となった。大阪貨物ターミナル駅の入換は開業時より関西フレートサービスに委託されており、国鉄で廃車となったDD13 102・103の2両がDD55-1・2として構内入換に使用された。
1984年2月1日にはDE10形・DE11形の転入によりDD13形が置き換えられ、運用を終了した。

#### 姫路第一機関区

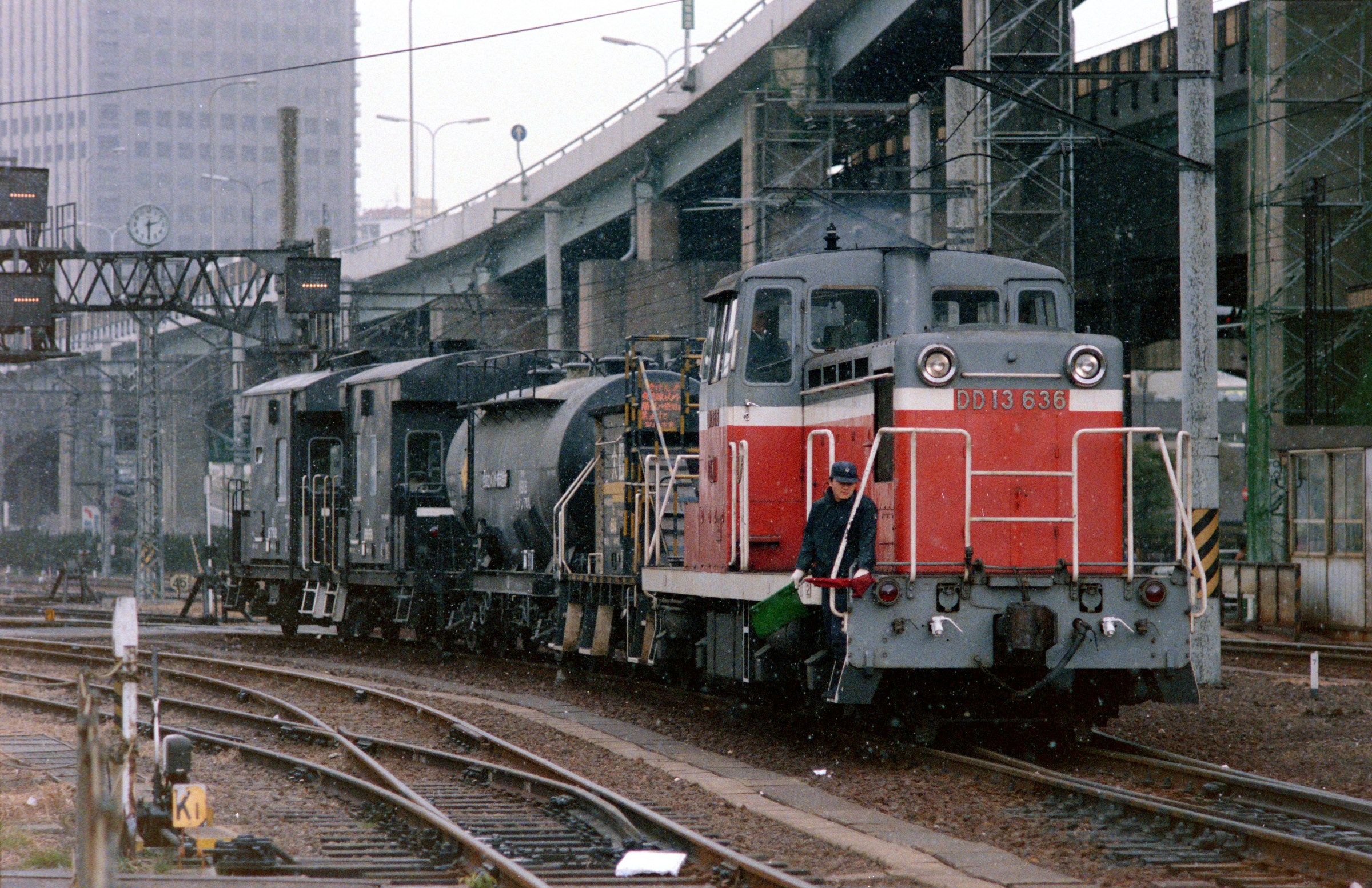
神戸港駅で入換中のDD13 636（1986年）

姫路第一機関区には1964年に吹田第一機関区からの転属車が10両配置され、神戸臨港線並びに神戸港駅・東灘駅の入換に使用されていた8620形9両を置き換えた。鷹取機関区を拠点に使用され、1964年3月1日よりディーゼル化されている。神戸港周辺では1930年代にDC11形が入換機として使用されていた時期があった。
続いてDD13 256 - 258が新製配置され、姫路操車場での入換や山陽本線支線の和田岬線（兵庫駅 - 和田岬駅間）にも運用範囲が拡大した。1966年1月には赤穂線西浜信号場の隣接地で住友セメント赤穂工場が操業を開始したのに伴って重連総括制御車のDD13 606・607・612 - 616が配置され、重量級列車を最大四重連で牽引した。
1968年には吹田第一機関区よりDD13 629 - 640が転入し、配置両数が28両に達した。1972年3月には加古川線・三木線・北条線・鍛冶屋線・高砂線のC11形・C12形がDD13形に置き換えられた。
1981年には神戸臨港線の東灘信号場 - 神戸港駅間が電化され、余剰車5両が吹田第一機関区に転出した。1984年の高砂線貨物列車廃止後は600番台を主体に19両が配置されていたが、1986年度末の配置両数は8両となった。1985年3月14日の湊川駅廃止後も残っていた三菱倉庫専用線からの専用列車は1986年10月17日が最終運行であったが、DD13形は摩耶埠頭駅廃止の1986年10月31日まで使用され、翌日よりDE10形に置き換えられて運用を終了した。
最末期まで使用されたDD13 638は大阪市の交通科学博物館に保存された。2014年の同館閉館後は岡山県津山市の津山まなびの鉄道館に移設保存されている。

### 中国地区
中国地区では1965年に岩国機関区と下関運転所に初配置された。続いて岡山機関区および広島機関区にも配置されている。

### 四国地区
1965年に1両が松山気動車区（後の松山運転所）に配置された。1967年からは高松機関区にも配置されている。

### 九州地区
1962年に門司機関区に初配置され、東小倉駅などで使用された。1966年には吉塚機関区（後に香椎機関区へ移籍）にも配置され、篠栗線・勝田線・香椎線などで使用された。1967年には幸袋線用として直方機関区にも配置された。

### 旅客列車牽引
水郡線・清水港線・福知山線（尼崎港支線）・和田岬線・只見線(夏季のみ)などでは旅客列車の牽引事例も存在した。
水郡線では冬季の暖房用に暖房車も配置されていたほか、只見線では重連での旅客列車の牽引・混合列車の牽引事例も存在し、1970年春まではDD15形と共通運用が組まれていた。紀勢本線西部では1978年3月より和歌山市～和歌山間において下り「はやたま」の付属編成などの客車列車の牽引を行う運用も存在し、こちらは1982年頃にDE10形に置き換えられるまで続けられている。

## 保存機
本項では廃車までDD13形として国鉄籍を有した保存車を記載する。他形式への改造車、私鉄への譲渡車等の保存車については後述する。
| 画像 | 番号     | 所在地                                                          | 備考 |
| ---- | -------- | --------------------------------------------------------------- | --- |
|      | DD13 1   | 埼玉県さいたま市大宮区大成町3丁目47 鉄道博物館                  | 開館時より保存されているが、2015年4月12日、EF55 1の展示開始に伴い、展示を一時休止。休止中は大宮総合車両センターで保管されていた。2017年3月18日に屋外で展示を再開。 |
|      | DD13 171 | 中国山東省済南市槐蔭区美里路88号                                | 2003年、鹿島鉄道から承徳へ譲渡、計画中止のため静態保存。 |
|      | DD13 353 | 北海道三笠市幌内町2丁目287 三笠鉄道村                           | |
|      | DD13 611 | 北海道小樽市手宮1丁目3-6 小樽市総合博物館（鉄道・科学・歴史館） | |
|      | DD13 638 | 岡山県津山市大谷 津山まなびの鉄道館                             | 1986年に廃車後、交通科学館（→交通科学博物館）で保存され、2014年の同館閉館により現在地に移設された。                                                                |

## 派生形式
DD14形
本形式の駆動系を踏襲した除雪用機関車（ロータリー車）で1960年 - 1979年に43両が製造された。
DD15形
本形式の内外仕様を基本に、専用の諸設備を付加した設計の除雪用機関車（ラッセル車）で1962年 - 1966年に50両が製造された。

## 譲渡車・同系車
中小規模の地方鉄道・臨海鉄道などにおいては、本形式の汎用性の高さと仕様・性能の適合から、同系の自社発注車両や国鉄からの譲渡車が多数導入された。国鉄では既に淘汰された形式であるが、2020年現在においても多数の車両が構内の入換作業や小運転などの用途に重用されている。

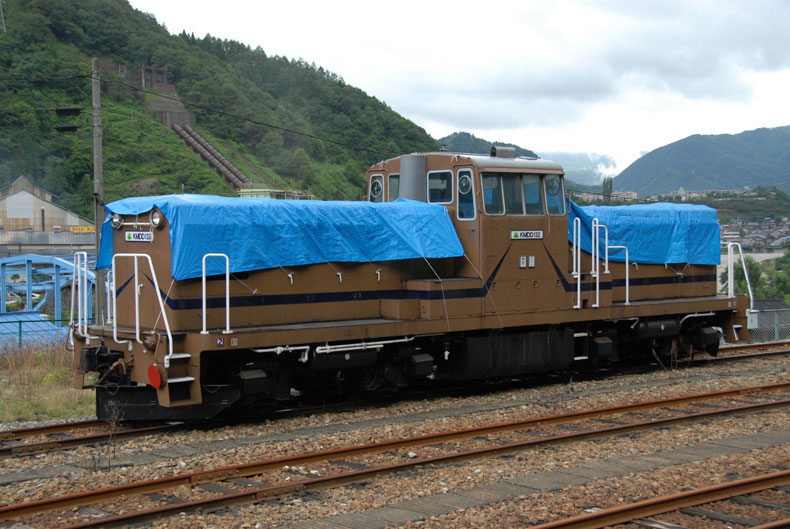
神岡鉄道への譲渡車

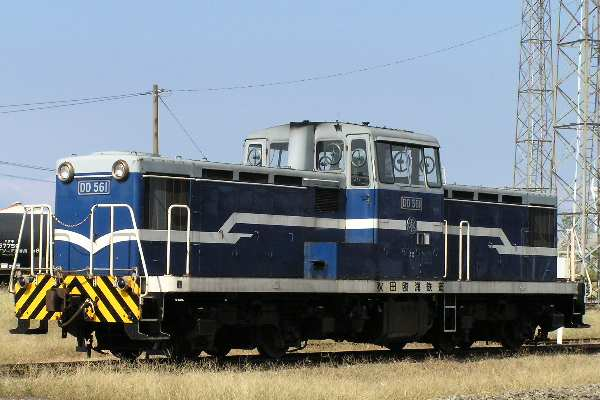
秋田臨海鉄道タイプ

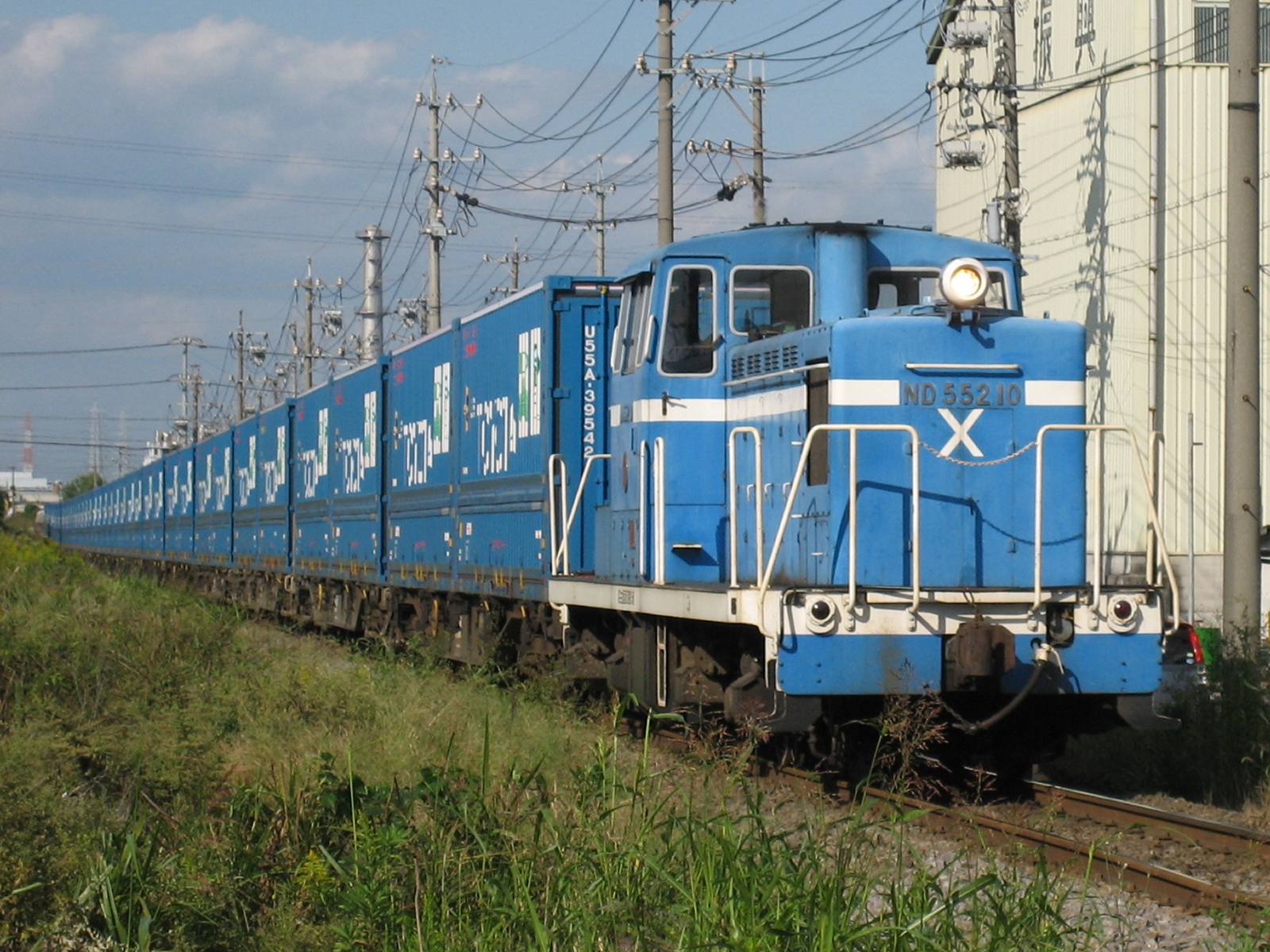
名古屋臨海鉄道タイプ

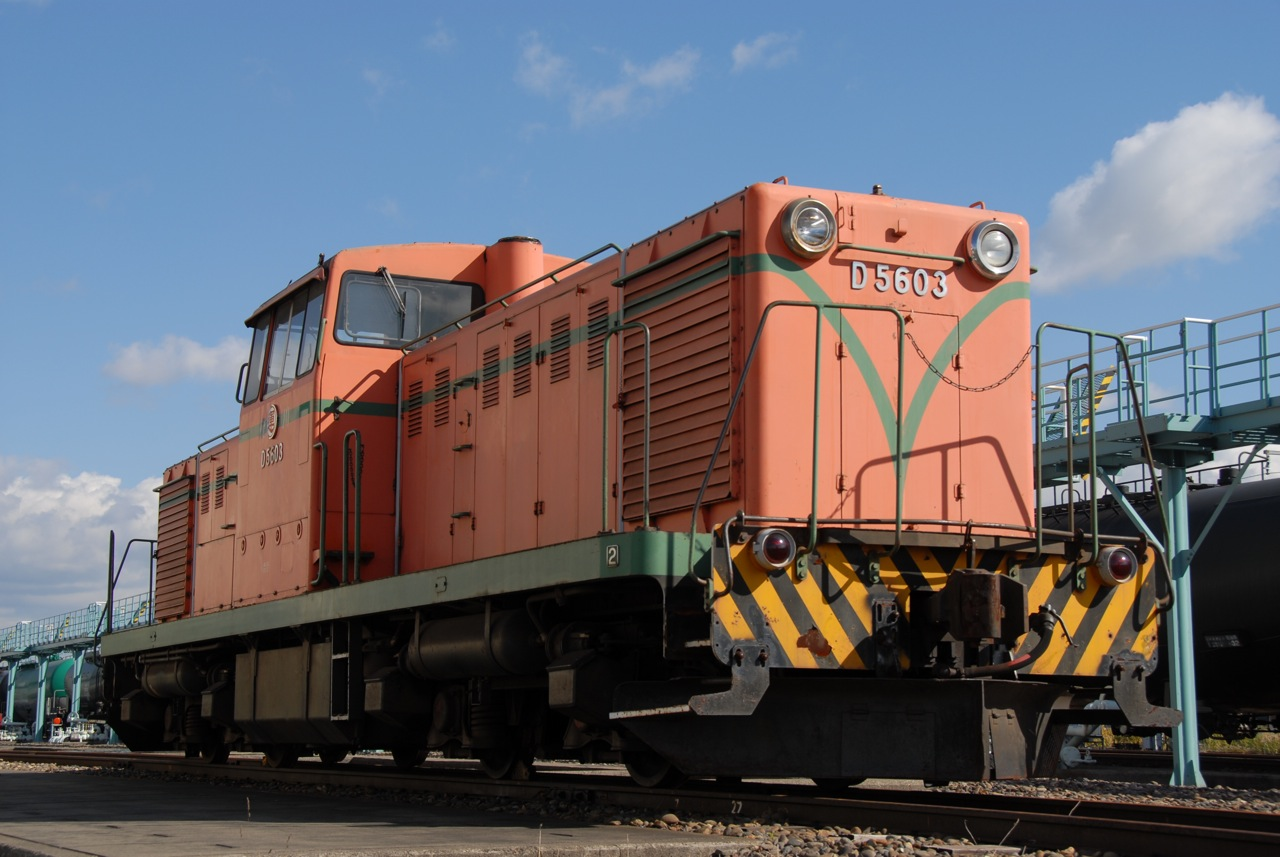
苫小牧港開発株式会社線タイプ

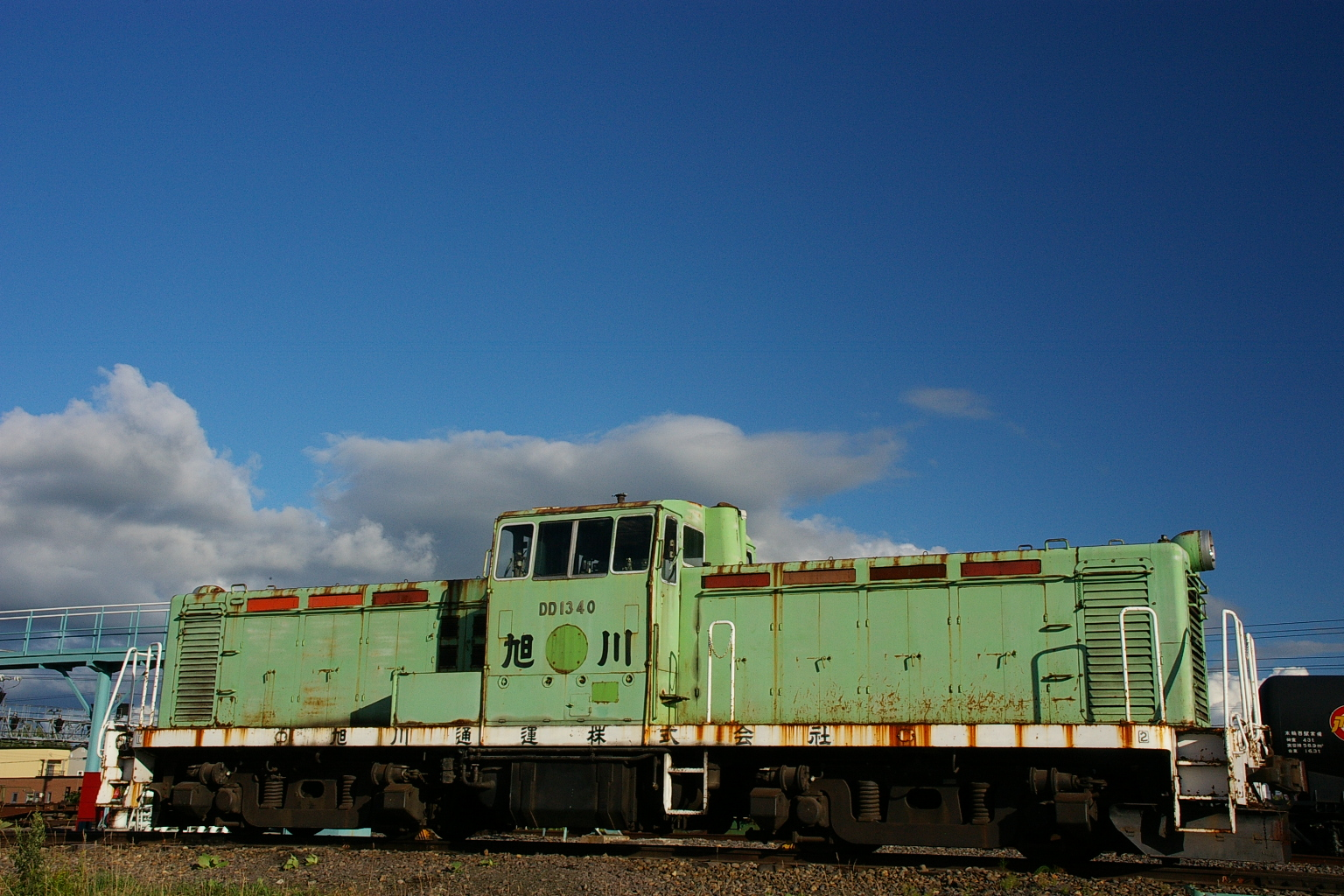
旭川通運への譲渡車

本形式および自社発注による同系車両の使用歴を有する主な事業体を以下に示す。
- 太平洋石炭販売輸送
- 雄別鉄道→釧路開発埠頭
- 三井芦別鉄道
- 旭川通運
- 夕張鉄道
- 三菱石炭鉱業大夕張鉄道線
- 羽幌炭礦鉄道
- 苫小牧港開発株式会社線
- 八戸臨海鉄道
- 岩手開発鉄道
- 秋田臨海鉄道
- 同和鉱業小坂鉄道事業所→小坂製錬
  - DD130形 - DD131 〜 133 小坂鉄道DD130形（DD133号）

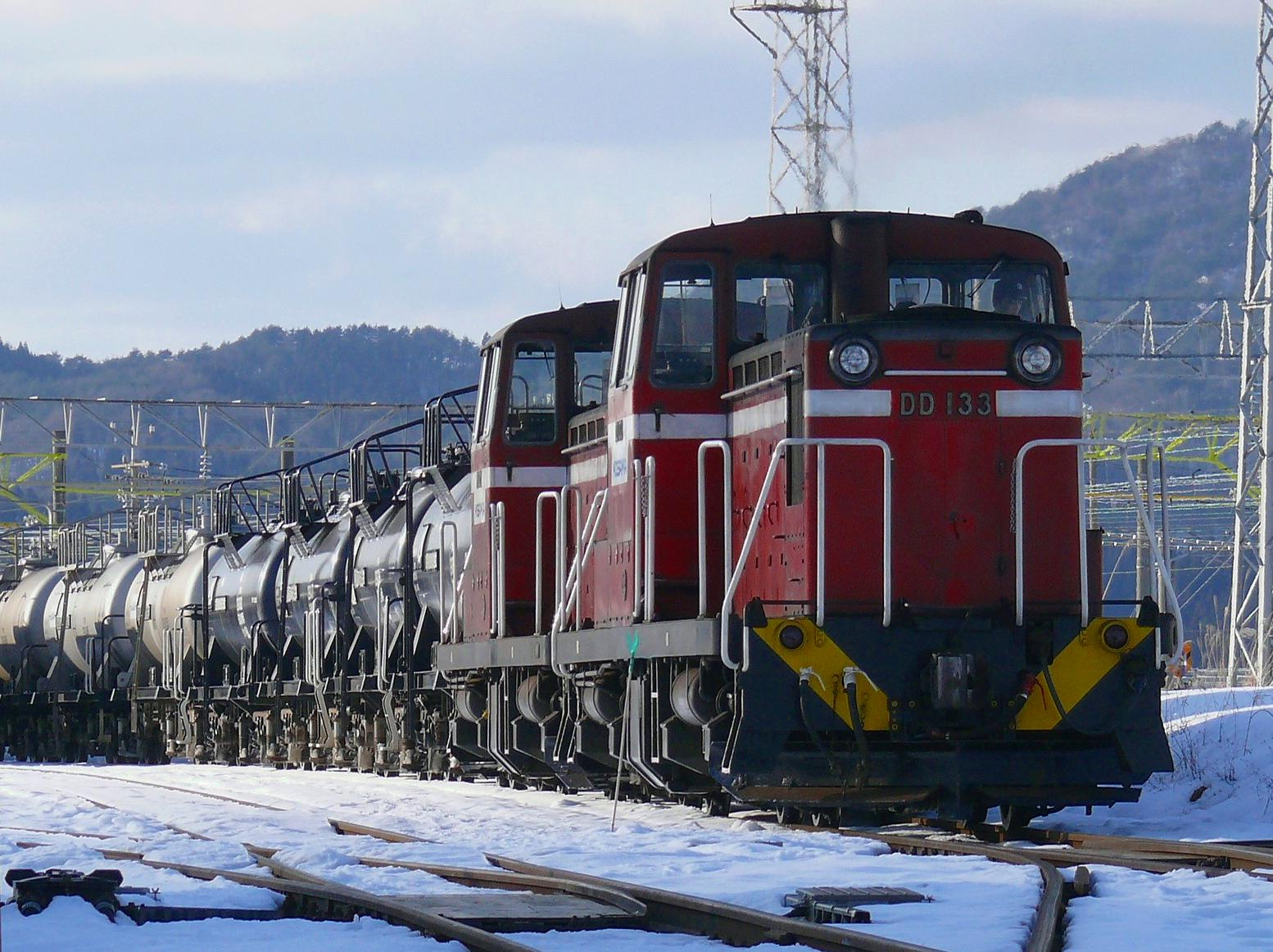
小坂鉄道DD130形（DD133号）

    - 同和鉱業の自社発注機。花岡線の輸送力増強を目的として1967年 - 1968年（昭和43年）に汽車製造で製造。比較的長距離を運転する必要から、進行方向を向いた運転台を前後に各1席設けている。運転台の位置は両エンドに向かって左側で、この部分の前面は窓が横長に拡大され、乗務員扉も省略されるなど、入換での使用を重視した国鉄向けとは異なる。途中駅でのタブレット通過受け渡しがあったことから、運転台側面にはタブレット防護枠が設置されている。塗色は赤に白帯。総括制御が可能なため三重連で貨物列車牽引にあたることもあった。

  - DD13形 - DD13-556
    - 1978年、同和鉱業片上鉄道事業所から移籍。DD130形とは異なり総括制御装置を装備していないことから通常は予備機の扱いであり、重連で使用する際は協調運転での取扱いとなっていた。塗色は片上鉄道時代のままで変更されなかった。
- 仙台臨海鉄道
- 福島臨海鉄道
- 関東鉄道→鹿島鉄道
  - DD902
    - 1968年（昭和43年）日本車輌製造製。関東鉄道が発注した国鉄DD13形ディーゼル機関車の同型車。関東鉄道が4路線で構成されていた1965年6月1日 - 1979年3月31日における、事実上でも名義上でも唯一の新造車である。DD902となったのは同出力機のDD901が存在し、その続番の形をとったため。DD13形類型機であるが、台車が軸ばね式のNL8Bで、運転台下の燃料タンク・空気溜に相違点が見られる。当初から鉾田線（後の鹿島鉄道）に配属され、塗色は濃い茶色に白帯であったが、2005年（平成17年）11月に朱色に変更され、同年の鉄道の日イベントでは目玉車両となった。側面の社章は関東鉄道時代のままであった。2007年（平成19年）2月、鹿島鉄道線の廃線を待たずに日本製鋼所室蘭製作所に売却された。
    - その後、1986年（昭和61年）と1988年（昭和63年）に鹿島鉄道ではDD13形を2両 (171・367) 譲受したが、こちらは塗装をDD902に揃えた他は、形式・車両番号を変更することなく使用していた。
- 鹿島臨海鉄道
- 真岡鐵道
- 京葉臨海鉄道
- 東京都港湾局
  - D60
    - 1956年（昭和31年）に日立製作所線の4号機、1962年（昭和37年）に汽車製造製の7号機、1967年（昭和42年）に日立製作所製の8号機がそれぞれ製造された。両者とも前面に乗務員用扉がないことが特徴。主に深川線・晴海線で使われた。4号機は同線廃止前に廃車。7号機と8号機は同線廃止後に譲渡計画があったが60tの重量と特殊な構造から譲渡されずそのまま2005年頃に機関庫と共に解体された。
- 神奈川臨海鉄道
- 新潟臨海鉄道
- 神岡鉄道
- 名古屋臨海鉄道（ND552形）
- 江若鉄道
  - DD1351
    - DD13形の基本設計に参加した汽車製造は、同形式量産に先立つ1957年（昭和32年）12月に江若鉄道へDD1351と呼称する車両を納入した。これは国鉄DD13形の準同級機で、事実上その試作車と位置づけられる。
    - 国鉄籍の基本番台車とほぼ同様の性能であったが、キャブ端板の排気筒やボンネット前面のルーバーがなく、車体各部の細部寸法や台車心皿間距離が異なり、前照灯はボンネット前面に突き出した台上に独立した灯具が乗せられ、ボンネット側面にほぼ全長に渡る手すりが設置されるなどの外観上の相違の他、前後のDMF31Sエンジンの出力をそれぞれシンコーDS1.2/1.35液体式変速機によって直下の台車に伝達する、B型機関車2台を背中合わせにしたような単純な駆動システムを備えるという、機構上の大きな相違があった。
    - これにより、機関1基停止で370 PS級B型機関車相当として使用可能とされたが、本線運用時には通常、オハ27形2763 - 2765やオハ1957 - 1960といった自重30 - 35 t級の自社所有客車や国鉄オハ35系客車などの借り入れ客車、あるいは国鉄線直通貨車等で構成される長大編成の旅客・混合・貨物列車牽引に充てられており、実際には常時機関2基使用で運用されたという。路線廃止まで、夏の遊泳客輸送を中心とする多客時に大きな威力を発揮した。

  - DD1352
    - 1962年（昭和37年）に汽車製造に発注された増備車。こちらは同時期に量産されていた国鉄籍の112 - 264と同一仕様で製造されている。
- 近江鉄道
- 関西フレートサービス
- 別府鉄道
  - DD1351
    - 江若鉄道の廃止時に同社の同番号機を譲受したもの。白帯を省略し、水色一色の塗装で全線廃止まで使用された。
- 同和鉱業片上鉄道事業所
  - DD13 551 - 553・555・556
    - 同和鉱業の自社発注機である。1960年-1968年に5両が日本車輌製造で製造された。本線使用を目的とした点では小坂鉄道事業所のDD130形と同様であるが、ボンネットの形状やラジエターグリルのサイズなど相違点も見られる。機関はDMF31SBI (600 PS) を搭載し、台車は軸ばね式のNL8Bを装着する。塗色は国鉄ディーゼル機関車標準色に準拠。
    - 線内の客車列車・貨物列車の牽引に使用され、1両 (556) は1978年に小坂鉄道に移籍、2両 (553・555) は1988年に廃車された。1991年の鉄道廃止まで使用された残存2両が以下のとおり保存されている。
      - DD13 551 - 柵原ふれあい鉱山公園（岡山県久米郡美咲町）※ 動態保存車
      - DD13 552 - 旧片上鉄道片上駅跡地（岡山県備前市西片上）
- 岡山臨港鉄道
  - 105→DD1351
    - 国鉄籍の85 - 110と同一仕様で汽車製造にて製造された。江若鉄道廃止時に同級のDD1352を譲受した際に、DD1351と改番され、同社線廃止まで主力機として本線貨物牽引に重用された。

  - DD1352
    - 江若鉄道DD1352を譲受したもの。DD1351と共に廃止まで重用された。路線廃止後は機関等の部品取り用として近隣の水島臨海鉄道へ譲渡され、長期間に渡って保管されていた。
- 北九州市港湾局

## 類似車両
「自重55-60 t・500-600 PS級エンジン2基搭載・比較的シンプルな構成の液体変速機・凸型センターキャブ・B-B軸配置」というDD13形の基本構成は、牽引力や整備性、冗長性等の面で臨海鉄道などの貨物輸送量の多い非電化の民営鉄道に広く受け入れられ、国鉄の入換機の新製がDE10系統に移行した後も、上述のようにDD13形と同様な基本構成の機関車が継続して製作された。2000年代以降は、エンジンや変速機等にDD13形とは異なる新しい系統の機種を採用し、基本構成は踏襲しつつも全く新しい設計とした機関車が、日本車輛製造や北陸重機工業、新潟トランシスにおいてそれぞれ開発され、貨物輸送を行う民営鉄道に採用されている。